# International Institute for Management Development
IMD – International Institute for Management Development ist eine private Wirtschaftshochschule in Lausanne (Schweiz), die 1990 aus der Fusion zweier bestehender Wirtschaftshochschulen hervorgegangen ist. Die Vorgänger waren von Unternehmen primär für die Ausbildung des eigenen Führungskräftenachwuchses gegründete Ausbildungsstätten, die 1946 von Alcan in Genf gegründete IMI und die 1957 vom Nestlé-Konzern ins Leben gerufene IMEDE in Lausanne.
Die IMD ist EQUIS, AACSB sowie AMBA-zertifiziert und somit dreifach akkreditiert (Triple Crown).

## Studienprogramme
Die Hochschule bietet über 60 offene Kurse auf verschiedenen Gebieten des Managements für Führungskräfte auf jeder Karrierestufe, einen 11-monatigen Master of Business Administration (MBA) an und ein Executive-MBA-Programm (EMBA-Programm), das sich auf 16 Monate oder mehrere Jahre erstrecken kann. Ausserdem werden in Partnerschaftsprogrammen massgeschneiderte Kurse in Zusammenarbeit mit Unternehmen für deren Angehörige eingerichtet.

## Forschungs-Center
Neben ihrer Lehrtätigkeit an der Hochschule und ihrer Beratungstätigkeit in der Wirtschaft forschen die Dozenten des IMD auch über aktuelle Fragen der globalen Wirtschaftsabläufe. Im IMD Learning Network waren 2004 etwa 150 Firmen beteiligt. Der Informationsaustausch ermögliche es der Schule „wirklich relevante Forschung zu betreiben“. 2004 wurden ein Drittel der Ausgaben in Forschung und Entwicklung investiert.

### IMD World Competitiveness Center (WCC)
Das IMD World Competitiveness Center widmet sich seit 1989 der Untersuchung der weltweiten Wettbewerbsfähigkeit und publiziert das IMD World Competitiveness Yearbook mit einem internationalen Vergleich der Wettbewerbsfähigkeit von Volkswirtschaften. Ausserdem veröffentlicht es Berichte zu länder-/regionenspezifischer Wettbewerbsfähigkeit und organisiert Workshops zum Thema Wettbewerbsfähigkeit.

### Center for Corporate Sustainability Management (CSM)
Das CSM begleitet Unternehmen auf ihrem Weg zu mehr Nachhaltigkeit mittels strategischer Massnahmen auf Umwelt- und sozialer Ebene, um den Auftraggebern einen nachhaltigen geschäftlichen Vorteil zu sichern.

### IMD Family Business Center
Spezielle für die Bedürfnisse von Familienunternehmen werden Ausbildungsprogramme entwickelt, die in Forschungsberichten, Fallstudien, Büchern und Artikeln veröffentlicht werden. Der IMD – LO Global Family Business Award wird einmal jährlich an ein weltweites Familienunternehmen vergeben, um dessen Best Practice zu würdigen.

### Die Evian Group @ IMD
Die 1995 gegründete Evian Group @ IMD ist eine internationale Vereinigung von Unternehmen, Regierungen und Meinungsführern, die sich zum Ziel gesetzt haben, eine offene, integrierende, gerechte und nachhaltige globale Marktwirtschaft in einem regulierten, multilateralen Rahmen zu fördern. Befürwortet wird die Liberalisierung des Handels zur Unterstützung von Wachstum und Globalisierung. Die Evian Group ist überzeugt, dass internationaler Handel und internationale Investitionen über die Kraft verfügen, die Menschen dank eines besseren gegenseitigen Verständnisses und gemeinsamer Interessen über Länder, Kontinente, Kulturen und Generationen hinweg zu vereinen.